# Val della Torre
Val della Torre (piemonti nyelven Val dla Tor ) egy község Olaszországban, Torino megyében.

## Elhelyezkedése

Val della Torre község Torino megye térképén

Val della Torre folyója a  Casternone, és területe több hegyet is érint: Monte Musinè (1150 m), Monte Curt (1132 m), Monte Arpone (1602 m) és a Monte Lera (1368 m). Szomszédos települések: Almese, Alpignano, Caselette, Givoletto, Rubiana, San Gillio, Varisella és Viù